# Луїс Арройо Креспо
Луїс Арройо Креспо (ісп. Luis Arroyo Crespo 7.01.1883 — 1955, Кадіс) — іспанський, андалузький підприємець, президент спортивного товариства «Міранділла КД», який став наступником клубу «Кадіс КФ» із міста Кадіс. Об'єднав клуб коледжу «Міранділла КД» із доісторичним клубом «Кадіс ФК», а члени правління обрали його керманичем з поміж себе і він став, 8 за ліком, президентом головного футбольного клубу побережжя Кадіської затоки.

## Життєпис
Луїс Арройо Креспо був із числа андалузької знаті, бо лише таким родинам доручалося кермування спортивними тогочасними клубами. Його предки були відомими латифундистами, тому мали чимало землі та стали фабрикантами-підприємцями (заготовлюючи зерно та роблячи хлібо-булочні вироби), відтак і Луїсу випало продовжити їх справи. Але ще замолоду він був активною особистістю, захоплювався спортом, а коли добирали нових членів до спортивного Футбольного клубу «Міранділла КД», Луїса Арройо Креспо запросили в його акціонери-партнери, а пізніше, ще й обрали президентом клубу.
Головний набуток Луїса Арройо Креспо: участь, вперше, команди в професійному турнірі - Сегунді, та остаточне поглинання залишків доісторичної футбольної команди «Кадіс КФ» та просування «Міранділльї КД» регіональних напівпрофесійних регіональних андалузьких футбольних турнірів, з виходом на всеіспанську арену. Йому довелося опікуватися як головною футбольною командою, так ще другою командою (що виступала в міських турнірах), а також юнацьким аматорським колективом.
В часі його каденції, нагальним постало питання назви клубу, оскільки вболівальники вимагали змінити її на звичну для тих часів форму - присутність назви міста в найменні клубу. Луїс Арройо погодився на такі кардинальні кроки, і підготував весь необхідний пакет документів для реєстрації, яку провели одразу після полишення ним поста президента. Сезон 1935-36 років в Сегунді виявився для її новачків напруженим: команда зазнавала нищівних поразок, та вперто боролася хоч за очко. Відтак, за кілька турів до завершення турніру, у них ще були шанси залишитися в лізі, але розбалансований колектив (деякі гравці ще й виступали за їхню аматорську команду), не витримали напруги - тому 7 місце стало для них фатальним і вказувало на виліт до регіональної ліги.
На жаль, утримування аж 3 колективів футболістів в професійних та напівпрофесійних лігах, виявилося обтяжливою ношею, яка почала проявлятися на фінансовому становищі клубу і Луїсу довелося подати у відставку, яку прийняла виконавча дирекція (і продовжили управляти клубом ще кілька місяців). Після полишення поста президента клубу, Луїс Арройо Креспо повернувся до своїх фінансових справ та продовжив своє сприяння спорту в Кадісі. Тому в 1938 році його було обрано Президентом Честі (Presidente de Honor) футбольного клубу «Кадіс КФ».